# Aenigmina
Aenigmina là một chi bướm đêm thuộc họ Sesiidae.

## Các loài
- Aenigmina aenea  Le Cerf, 1912
- Aenigmina critheis (Druce, 1899)
- Aenigmina latimargo  Le Cerf, 1912
- Aenigmina tiresa (Druce, 1899)